# Saque de Jerusalém (século 10 a.C.)
O Saque de Jerusalém foi causado pela Idolatria de Roboão por outros Deuses, e a decadência que, seu pai (Salomão) já estava iniciando.

## Invasão
A invasão do faraó Sisaque I a  Jerusalém abalou o reinado de Rei Roboão e, resultou na perda dos tesouros do Templo de Jerusalém. Após o quinto ano de seu reinado, o faraó Sisaque I, do Egito, liderou uma grande expedição militar contra  Jerusalém, deixando o povo de Judá em grande aflição.
Sisaque I invadiu a cidade, saqueou o Templo de Jerusalém e, levou consigo, os valiosos tesouros acumulados ao longo dos anos. Essa invasão foi um duro golpe para o Rei Roboão, que viu seu reino enfraquecido e, desprovido de recursos preciosos.
A perda dos tesouros do Templo de Jerusalém foi um momento de grande mudança na trajetória de Roboão, pois, representou não apenas uma derrota militar, mas, também, um sinal da desaprovação divina. A idolatria e, os desvios religiosos introduzidos por Roboão em seu reinado, aliados à invasão de Sisaque, colocaram Judá em um período de declínio espiritual e, político.

## O Impacto
A invasão de Sisaque I  esteve um impacto significativo na liderança de Roboão. Além das consequências imediatas do saque do Templo de Jerusalém e, da perda dos tesouros, a invasão abalou a confiança do povo em seu rei. Muitos passaram a questionar a sabedoria e, a capacidade de liderança de Roboão, levantando críticas e, descontentamentos.

Essa invasão também serviu como, um lembrete amargo das consequências das escolhas erradas. Os desvios religiosos e a idolatria introduzidos por Roboão levaram a desaprovação de Deus, resultando em perdas materiais e, enfraquecimento do reino.